# Khudi
Khudi (en népalais : खुदी) est un comité de développement villageois du Népal situé dans le district de Lamjung. Au recensement de 2011, il comptait 3 401 habitants.